# Груја (Мехединци)
Груја (рум. Gruia) је насељено место у Румунији, седиште истоимене општине. Налази се у жупанији Мехединци, у Олтенији.

## Становништво
Према попису из 2011. године у насељу је живело 1.890 становника што је за 80 (4,23%) више у односу на 2002. када је у Груји живело 1.810 становника.
| Становништво по националности 2002.‍ | Становништво по националности 2002.‍ | Становништво по националности 2002.‍ | Становништво по националности 2002.‍ | Становништво по националности 2002.‍ |
| ----------------------------------- | ----------------------------------- | ----------------------------------- | ----------------------------------- | ----------------------------------- |
|                                     |                                     |                                     |                                     |                                     |
| Румуни                              | Румуни                              |                                     | 1.227                               | 67,79%                              |
| Роми                                | Роми                                |                                     | 582                                 | 32,15%                              |
| остали                              | остали                              |                                     | 1                                   | 0,06%                               |